# Halotti maszk

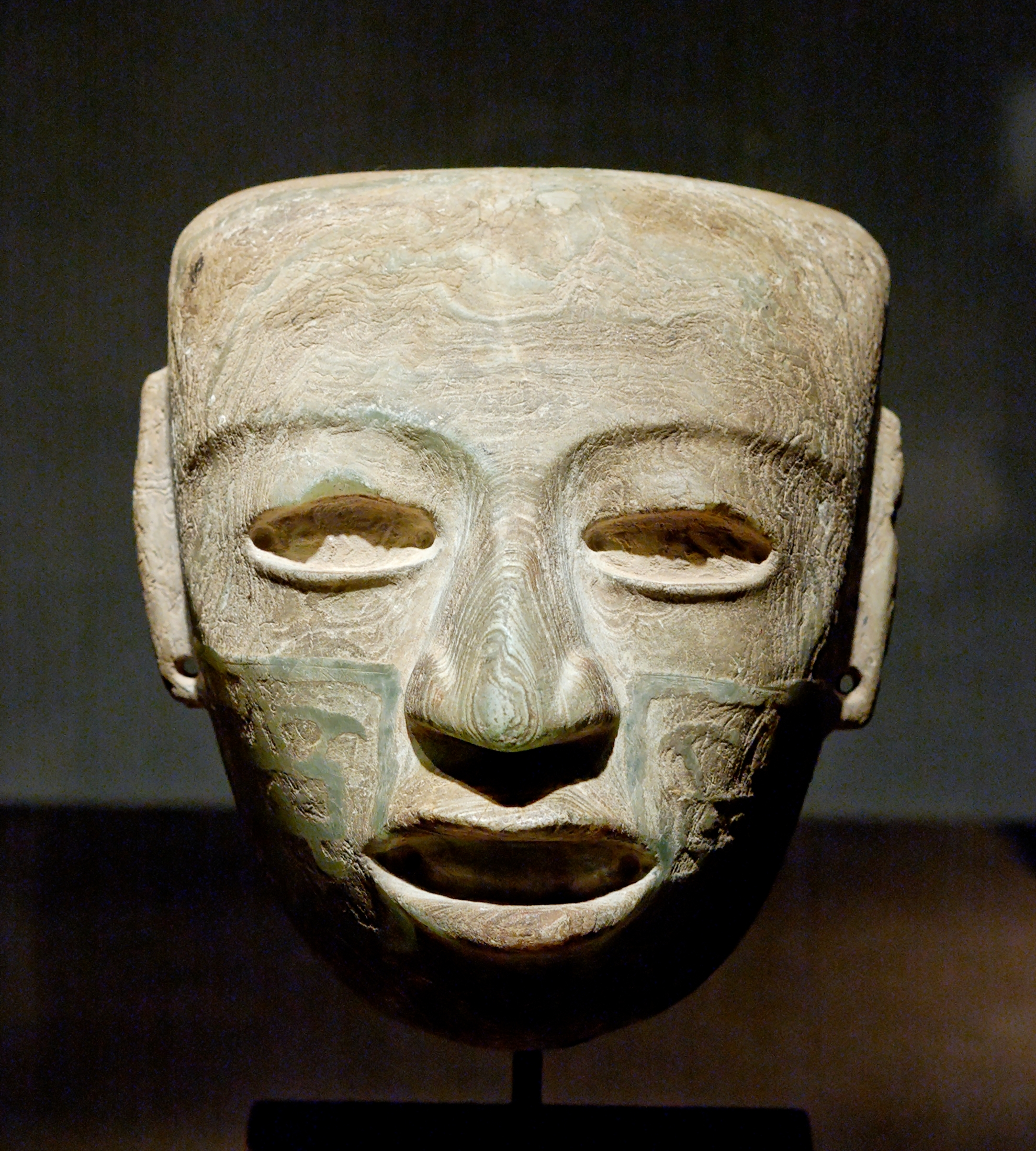
Teotihuacani márvány halotti maszk, 3–7. század

A halotti maszk egy konkrét, elhunyt személy arcának háromdimenziós másolata, lenyomata. A gyászfolyamat, a kegyeleti aktussorozat egy része. Az élőmaszk is bevett gyakorlat, nevesebb emberek esetében előfordul, hogy mindkettőből fennmaradt példány, akár több évtizedes eltéréssel.

## Gyakorlata
A halotti maszkot gyakran közvetlenül a halál beállta után készítették el, jobbára szobrászok vagy ügyes mesteremberek, lévén az arcvonások valósághű, pontos lenyomatának megőrzéséhez nagy jártasság, szakmai hozzáértés szükséges. 
Az eljárás leggyakrabban gipsszel, netán viasszal vagy más képlékeny anyag felhasználásával történik. A 20. századi és korábbi, hagyományos eljárások során legtöbbször két vagy több darabban sikerült eltávolítani a lenyomatot, majd utólag össze kellett rakni az arcnegatívot, a törésvonalakat minél inkább eltüntetve (ennek ellenére az illesztések gyakran láthatóak a felszínen).

### Élőmaszk
Az élőmaszk hasonlóképp készül a halottihoz, azonban élő személy arcáról. Az eljárás során, mivel mintegy 20-30 percig is eltarthat a teljes arcfelületet befedő massza megszilárdulása, a lélegzés biztosítása végett az orrnyílás(ok)ba szívószálat vagy csövecskét helyeznek, melyen keresztül a élőmaszk alanya levegőt kap.

## Története
Halotti maszkot már az ókorban is készítettek, ám ekkor még nem annyira az elhunyt vonásainak realisztikus megörökítésére törekedtek, hanem idealizáltan, feldíszítve, társadalmi státuszát hangsúlyozva örökítették meg. Gyakran nem közvetlenül a személyről, még kevésbé az elhunyt arcának érintésével (pl. fém- vagy kőmaszkok). A középkorban főleg az uralkodók arcáról vettek lenyomatot. 
Igazi virágkorát a 19. században érte el. Akkor vált divatossá, hogy híres emberekről, politikusokról, arisztokratákról, zeneszerzőkről halotti maszkok készüljenek. De előfordult, hogy magáncélra, "családi használatra" örökítették meg ilymódon az elhunyt arcát.
Az eredeti negatívról nem csupán gipsz, de akár bronzöntvény is készülhetett, netán viaszolt felülettel, vagy igény szerinti színre patinázva. Az utóbb olykor nagyobb példányban sokszorosított maszkok gyakran talapzatot, ill. egyéb kiegészítőket, feliratot kaptak, és meg lehetett vásárolni őket. Művészkörökben bevett szokás volt, hogy a példaképül tekintett, tisztelt személy, művész maszkja a lakás kiemelt pontján volt látható (pl. Babits Mihály mindvégig dolgozószobája falán tartotta Ady Endre maszkját). 
Haydn, Beethoven, Johann Strauß, Gustav Mahler halotti maszkját ma is őrzi a Wien Museum. Sokan kifejezetten gyűjtötték ezeket a relikviákat. A második világháború után háttérbe szorult a szokás.
A 77 éves korában elhunyt Joseph Haydn halotti maszkját a bécsi temetkezési vállalat múzeuma őrzi. A kiváló állapotban megmaradt relikvián jól kivehetők az osztrák zeneszerző utolsó vonásai, a gipszen máig láthatóak az idős Haydn arcának sebhelyei és mély ráncai.

### Magyarországon
Hazánkban az első fennmaradt, azonosítható halotti maszk Kisfaludy Károlyról készült, halála napján (Pest, 1830. november 21.). Magassága 17,5 cm, készítője ismeretlen, lelőhelye az MTA Kézirattár és Régi Könyvek Gyűjteménye.

## Napjainkban
A halott arcáról közvetlenül az elhalálozás után veszik le a szakemberek kétkomponensű szilikonmassza segítségével a lenyomatot. A bőrfelületet előzőleg speciális hidratáló krémmel kezelik, így száradás után nem ragad a bőrre a szilikonforma. Majd ezt a formát gipsszel kiöntik, egy-két napig száradni hagyják. Egy szilikonlenyomatból számtalan maszk készülhet. Ezzel a módszerrel három dimenzióban megőrizhető az ember arca. 
A Bécsi Temetkezési Vállalat 2013-ban elsőként elkészítette a világhírű jazz-zongorista, Joe Zawinul halotti maszkját.